# Конрад Блох
Конрад Еміль Блох (нім. Konrad Emil Bloch; 21 січня, 1912, Ниса, Німецька імперія (нині Польща) — 15 жовтня, 2000, Лексінґтон, Массачусетс, США) — німецько-американський біохімік, лауреат Нобелівської премії з фізіології і медицині в 1964 році (спільно з Феодором Ліненом) «за відкриття, що стосуються механізмів і регуляції обміну холестерину і жирних кислот».